# Klaus Fischer
Klaus Fischer (Lindberg, 27 dicembre 1949) è un ex calciatore e allenatore di calcio tedesco, di ruolo attaccante.
Con la nazionale tedesca fu vicecampione del mondo nel 1982.

## Caratteristiche tecniche

### Giocatore
È stato un centravanti molto abile tecnicamente e con la propensione a gol acrobatici.

## Carriera

### Giocatore
Cresciuto calcisticamente nello Zwiesel, fu ingaggiato a 19 anni dal Monaco 1860 nel 1968. Nel 1971 fu squalificato un anno poiché coinvolto un caso di illecito sportivo, riguardo ad alcune partite della Bundesliga 1970-1971 (inizialmente venne radiato, poi la squalifica fu ridotta). I primi trofei giunsero tuttavia con lo Schalke 04, con cui rimase 11 stagioni, divenendo uno dei più prolifici cannonieri della Bundesliga e vincendo una Coppa di Germania. Un'altra Coppa giunse durante la militanza nel Colonia. Chiuse la carriera a 39 anni nel Bochum.
Nel 1976 vinse il titolo di capocannoniere della Bundesliga. Con 268 reti è terzo nella classifica dei marcatori di tutti i tempi della Bundesliga, dietro a Gerd Müller e Robert Lewandowski. Giocò 45 partite nella Nazionale della Germania Ovest dal 1977 al 1982, segnando 32 gol. Ha giocato due mondiali giungendo secondo al Campionato mondiale di calcio 1982.
Fischer era conosciuto particolarmente per le sue rovesciate. Per tre volte (1975, 1977 e 1982) ha vinto il premio Tor der Jahres (gol dell'anno), organizzato dalla ARD, l'emittente pubblica tedesca, grazie ad altrettante rovesciate. Una di queste, realizzata nel secondo tempo supplementare, permise alla Germania Ovest di pareggiare i gol con la  Francia nella semifinale del Campionato mondiale di calcio 1982. Consentì così, di accedere alla lotteria dei calci di rigore, superando poi il confronto coi transalpini.

## Statistiche

### Presenze e reti nei club
| Stagione           | Squadra            | Campionato         | Campionato | Campionato | Coppe nazionali | Coppe nazionali | Coppe nazionali | Coppe continentali | Coppe continentali | Coppe continentali | Altre coppe | Altre coppe | Altre coppe | Totale | Totale |
| Stagione           | Squadra            | Comp               | Pres       | Reti       | Comp            | Pres            | Reti            | Comp               | Pres               | Reti               | Comp        | Pres        | Reti        | Pres   | Reti   |
| ------------------ | ------------------ | ------------------ | ---------- | ---------- | --------------- | --------------- | --------------- | ------------------ | ------------------ | ------------------ | ----------- | ----------- | ----------- | ------ | ------ |
| 1968-1969          | Monaco 1860        | BL                 | 26         | 9          | CG              | 1               | 0               | CdF                | 2                  | 0                  | -           | -           | -           | 29     | 9      |
| 1969-1970          | Monaco 1860        | BL                 | 34         | 19         | CG              | 0               | 0               | CdF                | 2                  | 2                  | -           | -           | -           | 36     | 21     |
| Totale Monaco 1860 | Totale Monaco 1860 | Totale Monaco 1860 | 60         | 28         |                 | 1               | 0               |                    | 4                  | 2                  |             | -           | -           | 65     | 30     |
| 1970-1971          | Schalke 04         | BL                 | 34         | 15         | CG+CG           | 2+5             | 0+1             | -                  | -                  | -                  | -           | -           | -           | 41     | 16     |
| 1971-1972          | Schalke 04         | BL                 | 29         | 22         | CG              | 9               | 7               | -                  | -                  | -                  | -           | -           | -           | 38     | 29     |
| 1972-1973          | Schalke 04         | BL                 | 0          | 0          | CG+CdL          | 0+6             | 3               | CdC                | 1                  | 1                  | -           | -           | -           | 7      | 4      |
| 1973-1974          | Schalke 04         | BL                 | 25         | 21         | CG              | 1               | 1               | -                  | -                  | -                  | -           | -           | -           | 26     | 22     |
| 1974-1975          | Schalke 04         | BL                 | 33         | 17         | CG              | 3               | 3               | -                  | -                  | -                  | -           | -           | -           | 36     | 20     |
| 1975-1976          | Schalke 04         | BL                 | 34         | 29         | CG              | 3               | 3               | -                  | -                  | -                  | -           | -           | -           | 37     | 32     |
| 1976-1977          | Schalke 04         | BL                 | 31         | 24         | CG              | 3               | 4               | CU                 | 5                  | 6                  | -           | -           | -           | 39     | 34     |
| 1977-1978          | Schalke 04         | BL                 | 32         | 20         | CG              | 6               | 7               | CU                 | 3                  | 0                  | -           | -           | -           | 41     | 27     |
| 1978-1979          | Schalke 04         | BL                 | 34         | 21         | CG              | 3               | 4               | -                  | -                  | -                  | -           | -           | -           | 37     | 25     |
| 1979-1980          | Schalke 04         | BL                 | 26         | 7          | CG              | 4               | 4               | -                  | -                  | -                  | -           | -           | -           | 30     | 11     |
| 1980-1981          | Schalke 04         | BL                 | 17         | 6          | CG              | 0               | 0               | -                  | -                  | -                  | -           | -           | -           | 17     | 6      |
| Totale Schalke 04  | Totale Schalke 04  | Totale Schalke 04  | 295        | 182        |                 | 45              | 37              |                    | 9                  | 7                  |             | -           | -           | 349    | 226    |
| 1981-1982          | Colonia            | BL                 | 31         | 7          | CG              | 1               | 0               | -                  | -                  | -                  | -           | -           | -           | 32     | 7      |
| 1982-1983          | Colonia            | BL                 | 32         | 12         | CG              | 6               | 5               | CU                 | 5                  | 3                  | -           | -           | -           | 43     | 20     |
| 1983-1984          | Colonia            | BL                 | 33         | 12         | CG              | 3               | 5               | CdC                | 4                  | 2                  | -           | -           | -           | 40     | 19     |
| Totale Colonia     | Totale Colonia     | Totale Colonia     | 96         | 31         |                 | 10              | 10              |                    | 9                  | 5                  |             | -           | -           | 115    | 46     |
| 1984-1985          | Bochum             | BL                 | 34         | 16         | CG              | 3               | 0               | -                  | -                  | -                  | -           | -           | -           | 37     | 16     |
| 1985-1986          | Bochum             | BL                 | 27         | 8          | CG              | 4               | 0               | -                  | -                  | -                  | -           | -           | -           | 31     | 8      |
| 1986-1987          | Bochum             | BL                 | 11         | 3          | CG              | 0               | 0               | -                  | -                  | -                  | -           | -           | -           | 11     | 3      |
| 1987-1988          | Bochum             | BL                 | 12         | 0          | CG              | 3               | 2               | -                  | -                  | -                  | -           | -           | -           | 15     | 2      |
| Totale Bochum      | Totale Bochum      | Totale Bochum      | 84         | 27         |                 | 10              | 2               |                    | -                  | -                  |             | -           | -           | 94     | 29     |
| Totale carriera    | Totale carriera    | Totale carriera    | 535        | 268        |                 | 66              | 49              |                    | 22                 | 14                 |             | -           | -           | 623    | 331    |

### Cronologia presenze e reti in nazionale
| Cronologia completa delle presenze e delle reti in nazionale ― Germania Ovest | Cronologia completa delle presenze e delle reti in nazionale ― Germania Ovest | Cronologia completa delle presenze e delle reti in nazionale ― Germania Ovest | Cronologia completa delle presenze e delle reti in nazionale ― Germania Ovest | Cronologia completa delle presenze e delle reti in nazionale ― Germania Ovest | Cronologia completa delle presenze e delle reti in nazionale ― Germania Ovest | Cronologia completa delle presenze e delle reti in nazionale ― Germania Ovest | Cronologia completa delle presenze e delle reti in nazionale ― Germania Ovest |
| Data                                                                          | Città                                                                         | In casa                                                                       | Risultato                                                                     | Ospiti                                                                        | Competizione                                                                  | Reti                                                                          | Note                                                                          |
| ----------------------------------------------------------------------------- | ----------------------------------------------------------------------------- | ----------------------------------------------------------------------------- | ----------------------------------------------------------------------------- | ----------------------------------------------------------------------------- | ----------------------------------------------------------------------------- | ----------------------------------------------------------------------------- | ----------------------------------------------------------------------------- |
| 27-4-1977                                                                     | Amburgo                                                                       | Germania Ovest                                                                | 5 – 0                                                                         | Irlanda del Nord                                                              | Amichevole                                                                    | 2                                                                             |                                                                               |
| 30-4-1977                                                                     | Belgrado                                                                      | Jugoslavia                                                                    | 1 – 2                                                                         | Germania Ovest                                                                | Amichevole                                                                    | -                                                                             |                                                                               |
| 5-6-1977                                                                      | Buenos Aires                                                                  | Argentina                                                                     | 1 – 3                                                                         | Germania Ovest                                                                | Amichevole                                                                    | 2                                                                             |                                                                               |
| 12-6-1977                                                                     | Brasilia                                                                      | Brasile                                                                       | 1 – 1                                                                         | Germania Ovest                                                                | Amichevole                                                                    | 1                                                                             |                                                                               |
| 14-6-1977                                                                     | Città del Messico                                                             | Messico                                                                       | 2 – 2                                                                         | Germania Ovest                                                                | Amichevole                                                                    | 2                                                                             |                                                                               |
| 7-9-1977                                                                      | Helsinki                                                                      | Finlandia                                                                     | 0 – 1                                                                         | Germania Ovest                                                                | Amichevole                                                                    | 1                                                                             |                                                                               |
| 8-10-1977                                                                     | Dortmund                                                                      | Germania Ovest                                                                | 2 – 1                                                                         | Italia                                                                        | Amichevole                                                                    | -                                                                             |                                                                               |
| 16-11-1977                                                                    | Berlino                                                                       | Germania Ovest                                                                | 4 – 1                                                                         | Svizzera                                                                      | Amichevole                                                                    | 2                                                                             |                                                                               |
| 14-12-1977                                                                    | Monaco di Baviera                                                             | Germania Ovest                                                                | 1 – 1                                                                         | Galles                                                                        | Amichevole                                                                    | 1                                                                             |                                                                               |
| 8-3-1978                                                                      | Amburgo                                                                       | Germania Ovest                                                                | 1 – 0                                                                         | Unione Sovietica                                                              | Amichevole                                                                    | -                                                                             |                                                                               |
| 5-4-1978                                                                      | Berlino                                                                       | Germania Ovest                                                                | 0 – 1                                                                         | Brasile                                                                       | Amichevole                                                                    | -                                                                             |                                                                               |
| 19-4-1978                                                                     | Stoccolma                                                                     | Svezia                                                                        | 3 – 1                                                                         | Germania Ovest                                                                | Amichevole                                                                    | -                                                                             |                                                                               |
| 1-6-1978                                                                      | Buenos Aires                                                                  | Germania Ovest                                                                | 0 – 0                                                                         | Polonia                                                                       | Mondiali 1978 - 1º turno                                                      | -                                                                             |                                                                               |
| 6-6-1978                                                                      | Córdoba                                                                       | Germania Ovest                                                                | 6 – 0                                                                         | Messico                                                                       | Mondiali 1978 - 1º turno                                                      | -                                                                             |                                                                               |
| 10-6-1978                                                                     | Córdoba                                                                       | Germania Ovest                                                                | 0 – 0                                                                         | Tunisia                                                                       | Mondiali 1978 - 1º turno                                                      | -                                                                             |                                                                               |
| 14-6-1978                                                                     | Buenos Aires                                                                  | Germania Ovest                                                                | 0 – 0                                                                         | Italia                                                                        | Mondiali 1978 - 2º turno                                                      | -                                                                             |                                                                               |
| 21-6-1978                                                                     | Córdoba                                                                       | Austria                                                                       | 3 – 2                                                                         | Germania Ovest                                                                | Mondiali 1978 - 2º turno                                                      | -                                                                             |                                                                               |
| 11-10-1978                                                                    | Praga                                                                         | Cecoslovacchia                                                                | 3 – 4                                                                         | Germania Ovest                                                                | Amichevole                                                                    | -                                                                             |                                                                               |
| 15-11-1978                                                                    | Berlino                                                                       | Germania Ovest                                                                | 0 – 0                                                                         | Ungheria                                                                      | Amichevole                                                                    | -                                                                             |                                                                               |
| 20-12-1978                                                                    | Dortmund                                                                      | Germania Ovest                                                                | 3 – 1                                                                         | Paesi Bassi                                                                   | Amichevole                                                                    | 1                                                                             |                                                                               |
| 25-2-1979                                                                     | Ta' Qali                                                                      | Malta                                                                         | 0 – 0                                                                         | Germania Ovest                                                                | Qual. Euro 1980                                                               | -                                                                             |                                                                               |
| 2-5-1979                                                                      | Cardiff                                                                       | Galles                                                                        | 0 – 2                                                                         | Germania Ovest                                                                | Qual. Euro 1980                                                               | 1                                                                             |                                                                               |
| 12-9-1979                                                                     | Berlino                                                                       | Germania Ovest                                                                | 2 – 1                                                                         | Argentina                                                                     | Amichevole                                                                    | -                                                                             |                                                                               |
| 17-10-1979                                                                    | Colonia                                                                       | Germania Ovest                                                                | 5 – 1                                                                         | Galles                                                                        | Qual. Euro 1980                                                               | 2                                                                             |                                                                               |
| 21-11-1979                                                                    | Mosca                                                                         | Unione Sovietica                                                              | 1 – 3                                                                         | Germania Ovest                                                                | Amichevole                                                                    | 1                                                                             |                                                                               |
| 22-12-1979                                                                    | Gelsenkirchen                                                                 | Germania Ovest                                                                | 2 – 0                                                                         | Turchia                                                                       | Qual. Euro 1980                                                               | 1                                                                             |                                                                               |
| 27-2-1980                                                                     | Brema                                                                         | Germania Ovest                                                                | 8 – 0                                                                         | Malta                                                                         | Qual. Euro 1980                                                               | 2                                                                             |                                                                               |
| 1-4-1981                                                                      | Tirana                                                                        | Albania                                                                       | 0 – 2                                                                         | Germania Ovest                                                                | Qual. Mondiali 1982                                                           | 1                                                                             |                                                                               |
| 19-5-1981                                                                     | Dortmund                                                                      | Germania Ovest                                                                | 1 – 2                                                                         | Brasile                                                                       | Amichevole                                                                    | 1                                                                             |                                                                               |
| 24-5-1981                                                                     | Lahti                                                                         | Finlandia                                                                     | 0 – 4                                                                         | Germania Ovest                                                                | Qual. Mondiali 1982                                                           | 2                                                                             |                                                                               |
| 2-9-1981                                                                      | Cracovia                                                                      | Polonia                                                                       | 0 – 2                                                                         | Germania Ovest                                                                | Amichevole                                                                    | 1                                                                             |                                                                               |
| 23-9-1981                                                                     | Bochum                                                                        | Germania Ovest                                                                | 7 – 1                                                                         | Finlandia                                                                     | Qual. Mondiali 1982                                                           | 1                                                                             |                                                                               |
| 14-10-1981                                                                    | Vienna                                                                        | Austria                                                                       | 1 – 3                                                                         | Germania Ovest                                                                | Qual. Mondiali 1982                                                           | -                                                                             |                                                                               |
| 18-11-1981                                                                    | Dortmund                                                                      | Germania Ovest                                                                | 8 – 0                                                                         | Albania                                                                       | Qual. Mondiali 1982                                                           | 2                                                                             |                                                                               |
| 22-11-1981                                                                    | Düsseldorf                                                                    | Germania Ovest                                                                | 4 – 0                                                                         | Bulgaria                                                                      | Qual. Mondiali 1982                                                           | 1                                                                             |                                                                               |
| 17-2-1982                                                                     | Berlino                                                                       | Germania Ovest                                                                | 3 – 1                                                                         | Portogallo                                                                    | Amichevole                                                                    | 2                                                                             |                                                                               |
| 21-3-1982                                                                     | Rio de Janeiro                                                                | Brasile                                                                       | 1 – 0                                                                         | Germania Ovest                                                                | Amichevole                                                                    | -                                                                             |                                                                               |
| 14-4-1982                                                                     | Amburgo                                                                       | Germania Ovest                                                                | 2 – 1                                                                         | Cecoslovacchia                                                                | Amichevole                                                                    | -                                                                             |                                                                               |
| 12-5-1982                                                                     | Oslo                                                                          | Norvegia                                                                      | 2 – 4                                                                         | Germania Ovest                                                                | Amichevole                                                                    | -                                                                             |                                                                               |
| 16-6-1982                                                                     | Gijón                                                                         | Germania Ovest                                                                | 1 – 2                                                                         | Algeria                                                                       | Mondiali 1982 - 1º turno                                                      | -                                                                             |                                                                               |
| 25-6-1982                                                                     | Gijón                                                                         | Germania Ovest                                                                | 1 – 0                                                                         | Austria                                                                       | Mondiali 1982 - 1º turno                                                      | -                                                                             |                                                                               |
| 29-6-1982                                                                     | Madrid                                                                        | Germania Ovest                                                                | 0 – 0                                                                         | Inghilterra                                                                   | Mondiali 1982 - 1º turno                                                      | -                                                                             |                                                                               |
| 2-7-1982                                                                      | Madrid                                                                        | Germania Ovest                                                                | 2 – 1                                                                         | Spagna                                                                        | Mondiali 1982 - 1º turno                                                      | 1                                                                             |                                                                               |
| 8-7-1982                                                                      | Siviglia                                                                      | Germania Ovest                                                                | 3 – 3 dts (5 – 4 dtr)                                                         | Francia                                                                       | Mondiali 1982 - Semifinale                                                    | 1                                                                             |                                                                               |
| 11-7-1982                                                                     | Madrid                                                                        | Italia                                                                        | 3 – 1                                                                         | Germania Ovest                                                                | Mondiali 1982 - Finale                                                        | -                                                                             | [ 2 ]                                                                         |
| Totale                                                                        |                                                                               | Presenze                                                                      | 45                                                                            |                                                                               | Reti                                                                          | 32                                                                            |                                                                               |

## Palmarès

### Giocatore

#### Club
- Coppa di Germania: 2

Schalke 04: 1971-1972
Colonia: 1982-1983

#### Individuale
- Capocannoniere della Bundesliga: 1

1975-1976 (29 gol)